# 人気スター今週のベストテン
『人気スター今週のベストテン』（にんきスターこんしゅうのベストテン）は、1973年10月14日から1974年1月13日までTBS系列局で放送されていたTBS製作の音楽バラエティ番組である。その後も1974年1月20日から同年3月17日まで『爆笑 歌うスター選手権』（ばくしょう うたうスターせんしゅけん）と題して放送されていた。放送時間は毎週日曜 20:00 - 20:55 （日本標準時）。

## 概要
1973年当時のヒット曲を中心とする構成を取っていた番組。ゲストには毎回歌手だけでなく、ニュースキャスター、リポーター、作家、政治家といった音楽とは直接関係の無い人物も招いていた。司会は西郷輝彦、水沢アキ、レツゴー三匹が務めていた。
番組の終了後、TBSはこの日曜20:00枠で音楽番組を放送していない。

## スタッフ
- プロデューサー：野中杉二
- 演出：峰岸進、西内綱一
- 制作担当：吉田恭爾
- 構成：奥山侊伸、田村隆、大倉徹也、つかさけんじ